# Hydrophylita lestesi
Hydrophylita lestesi is een vliesvleugelig insect uit de familie Trichogrammatidae. De wetenschappelijke naam is voor het eerst geldig gepubliceerd in 1960 door Costa Lima.